# 尼科爾斯雪原
尼科爾斯雪原（英語：Nichols Snowfield）是南極洲的雪原，位於亞歷山大一世島北部，長41公里、寬15公里，西面以拉蘇斯山脈為界，該雪原的名稱取自美國探險隊的科學家。